# 26 oktober
26 oktober är den 299:e dagen på året i den gregorianska kalendern (300:e under skottår). Det återstår 66 dagar av året.

## Återkommande bemärkelsedagar

### Nationaldagar
- Österrikes nationaldag

## Övrigt
- Potatisens dag[1]

## Namnsdagar

### I den svenska almanackan
- Nuvarande – Amanda och Rasmus
- Föregående i bokstavsordning
  - Amanda – Namnet infördes på dagens datum 1901, då det ersatte den äldre, maskulina namnformen Amandus, och har funnits där sedan dess.
  - Amandus – Namnet fanns, till minne av en missionär i Frankrike och Flandern på 600-talet, på dagens datum fram till 1901, då det utgick och ersattes av den modernare, feminina namnformen Amanda.
  - Manda – Namnet infördes på dagens datum 1986, men utgick 1993.
  - Mandy – Namnet infördes på dagens datum 1986, men utgick 1993.
  - My – Namnet infördes 1986 på 4 september, men flyttades 1993 till dagens datum och utgick 2001.
  - Rasmus – Namnet infördes 1986 på 27 augusti, men flyttades 1993 till 20 februari och 2001 till dagens datum.
- Föregående i kronologisk ordning
  - Före 1901 – Amandus
  - 1901–1985 – Amanda
  - 1986–1992 – Amanda, Manda och Mandy
  - 1993–2000 – Amanda och My
  - Från 2001 – Amanda och Rasmus
- Källor
  - Brylla, Eva (red.). Namnlängdsboken. Gjøvik: Norstedts ordbok, 2000 ISBN 917227204X
  - af Klintberg, Bengt. Namnen i almanackan. Gjøvik: Norstedts ordbok, 2001 ISBN 9172272929

### Finlandssvenska almanackan
- Nuvarande från 2020[2] – Nina, Amanda, Ninni
- I föregående revideringar[a][3]
  - 1929–1949 – Amanda
  - 1950–1994 – Nina, Ninni
  - 1995–2019 – Amanda, Nina, Ninni

## Händelser
- 740 – En jordbävning skakar Konstantinopel och orsakar stor förödelse.
- 899 – Vid Alfred den stores död efterträds han som kung av Wessex av sin son Edvard den äldre.
- 1640 – Freden i Ripon undertecknas och återställer freden mellan Skottland och Karl I av England.
- 1795 – Direktoriet, en sammansättning av fem direktorer, bildas och delar på den styrande makten i slutfasen av den franska revolutionen.
- 1825 – Eriekanalen invigs och förbinder Niagarafloden med Hudsonfloden.
- 1881 – Revolverstriden vid O.K. Corral utspelas i Tombstone, Arizona.
- 1900 – Storbritannien annekterar Transvaal i Sydafrika.
- 1905 – Konventionen i Karlstad, som gör slut på den svensk-norska unionen, undertecknas.[4]
- 1940 – Jaktflygplanet North American P-51 Mustang flyger för första gången.
- 1955 – Österrike blir självständigt från ockupationen efter andra världskriget och förklarar sig neutralt.

## Födda
- 1644 – Mattias Steuchius, professor i logik och metafysik, svensk ärkebiskop 1714–1730.
- 1685 – Domenico Scarlatti, italiensk tonsättare.
- 1694 – Johan Helmich Roman, svensk kompositör.
- 1757 – Heinrich Friedrich Karl vom und zum Stein, tysk statsman.
- 1759 – Georges Jacques Danton, fransk revolutionspolitiker.
- 1786 – Carl David Skogman, finländsk-svensk ämbetsman, ledamot av Svenska Akademien.
- 1788 – Thomas R. Ross, amerikansk politiker.
- 1800 – Helmuth von Moltke d.ä., tysk militär.
- 1811 – Lars Stenbäck, finländsk skald.
- 1815 – Carl Anders Kullberg, svensk författare och översättare, ledamot av Svenska Akademien.
- 1825 – Iwakura Tomomi, japansk statsman.
- 1831 – John Willock Noble, amerikansk politiker och jurist.
- 1835 – Thomas M. Bowen, amerikansk republikansk politiker och jurist, senator (Colorado) 1883–1889.
- 1849 – Ferdinand Georg Frobenius, tysk matematiker.
- 1862 – Hilma af Klint, svensk, teosof, pionjär inom abstrakt måleri
- 1873 – Thorvald Stauning, dansk socialdemokratisk politiker, statsminister 1924–1926, 1929–1942.
- 1875 – Svetozar Pribićević, serbisk politiker av kroatisk börd.
- 1880 – Knud Kristensen, dansk statsminister 1945–1947.
- 1890 – Linnéa Hillberg, svensk skådespelare.
- 1900 – Karin Boye, svensk författare.
- 1908 – Inga-Lill Åhström, svensk skådespelare.
- 1911 – Mahalia Jackson, amerikansk gospelsångare.
- 1914 – Jackie Coogan, amerikansk skådespelare.
- 1916 – François Mitterrand, fransk politiker, Frankrikes president 1981–1995.
- 1918 – Eric Ericson, svensk dirigent och körledare.
- 1919
  - Thomas Funck, svensk barnboksförfattare.
  - Mohammad Reza Pahlavi, shah av Iran 1941–1979.
- 1928 – Albert Brewer, amerikansk demokratisk politiker, guvernör i Alabama 1968–1971.
- 1938 – Janos Solyom, ungersk-svensk pianist.
- 1940 – Hans Wigren, svensk skådespelare och manusförfattare.
- 1941 – Holger Meins, medlem av Röda armé-fraktionen.
- 1942
  - Bob Hoskins, brittisk skådespelare.
  - Kenneth Johnson, amerikansk regissör.
  - Cecilia Torudd, svensk illustratör och serietecknare, Ensamma mamman.
- 1944 – Emanuel Cleaver, amerikansk demokratisk politiker och präst.
- 1945 – Jaclyn Smith, amerikansk skådespelare.
- 1946
  - Kevin Barron, brittisk parlamentsledamot för Labour.
  - Boubacar Boris Diop, senegalesisk författare.
- 1947
  - Sören Boström, svensk bandyspelare.
  - Hillary Clinton, amerikansk politiker, utrikesminister 2009–2013.
- 1956
  - Rita Wilson, amerikansk skådespelare och producent.
  - Marie Hektor, svensk målare.
- 1958
  - Geoff Davis, amerikansk republikansk politiker, kongressledamot 2005–2012.
  - Shaun Woodward, brittisk parlamentsledamot för Labour.
- 1959 – Evo Morales, boliviansk politiker, president 2005–2019.
- 1963 – Troy Carter, amerikansk demokratisk politiker, kongressledamot 2021–.
- 1967
  - Douglas Alexander, brittisk parlamentsledamot för Labour.
  - Elisabeth Svantesson, svensk moderat politiker och finansminister i Regeringen Kristersson.
  - Olle Thorell, politiker och riksdagsledamot för Socialdemokraterna.
- 1973 – Seth MacFarlane, amerikansk animatör, röstskådespelare, manusförfattare och producent.
- 1974 – Jeroen van Veen, nederländsk musiker.
- 1976 – Miikka Kiprusoff, finländsk ishockeymålvakt.
- 1980 – Diana DeVoe, amerikansk skådespelare och regissör inom pornografisk film.
- 1982 – Miloslav Horava, tjeckisk hockeyspelare.
- 1983 – Tanner Hall, amerikansk extremsportare, skidåkning.
- 1984
  - Sasha Cohen, amerikansk konståkare.
  - Dominique Perreault, kanadensisk vattenpolospelare.
- 1989 – Emil Sajfutdinov, rysk speedwayförare.
- 1993 – Sergej Karasiov, rysk basketspelare.

## Avlidna
- 899 – Alfred den store, kung av Wessex sedan 871.
- 1440 – Gilles de Retz, fransk aristokrat, krigshjälte och barnamördare.
- 1573 – Laurentius Petri Nericius, svensk ärkebiskop sedan 1531.
- 1603 – Otto II av Braunschweig-Lüneburg-Harburg, 75, tysk hertig.
- 1625 – Jan Rutgersius, 36, holländsk filolog och diplomat.
- 1764 – William Hogarth, 66, brittisk målare, grafiker och karikatyrtecknare.
- 1819 – Thomas Johnson, 86, amerikansk jurist och politiker, guvernör i Maryland 1777–1779.
- 1870 – Andreas Aagesen, 53, dansk rättslärd.
- 1871 – Thomas Ewing, 81, amerikansk politiker, USA:s finansminister 1841, USA:s inrikesminister 1849–1850.
- 1888 – William Thomas Hamilton, 68, amerikansk demokratisk politiker, guvernör i Maryland 1880–1884.
- 1890 – Carlo Collodi, 63, italiensk sagoberättare, mest känd för Pinocchio.
- 1902 – Elizabeth Cady Stanton, 86, amerikansk feminist och reformator, ledare för suffragettrörelsen.
- 1903 – Maurice Rollinat, 56, fransk poet.
- 1909 – Hirobumi Ito, 68, japansk statsman, generalpresident (mördad).
- 1925 – Axel Jäderin, 75, svensk författare, journalist och politiker.
- 1929
  - Fredrik Vilhelm Hansen, 67, svensk generaldirektör.
  - Arno Holz, 66, tysk författare och litteraturteoretiker.
- 1941 – Masja Bruskina, rysk judinna, sjuksköterska och partisan, avrättad.
- 1957 – Gerty Cori, 61, amerikansk biokemist, mottagare av Nobelpriset i fysiologi eller medicin 1947.
- 1961 – Mauritz Björck, 79, bygdemålsberättare.
- 1965 – Sylvia Likens, 16, amerikanskt mordoffer.
- 1966 – Alma Cogan, 34, engelsk popsångare.
- 1972 – Igor Sikorsky, 83, amerikansk flygpionjär.
- 1973 – Semjon Budjonnyj, 90, marskalk av Sovjetunionen.
- 1974 – Thomas J. Herbert, 79, amerikansk republikansk politiker och jurist, guvernör i Ohio 1947–1949.
- 1982 – Elna Gistedt, 87, svensk skådespelare.
- 1989 – Charles J. Pedersen, 85, amerikansk kemist, mottagare av Nobelpriset i kemi 1987.
- 1994 – Tutta Rolf, 87, norsk-svensk sångare, skådespelare och revyartist.
- 1997 – Georg Adelly, 78, svensk musiker (basist), skådespelare och komiker.
- 2003 – Elim Klimov, 70, rysk filmregissör.
- 2006 – Pontus Hultén, 82, svensk professor, konstsamlare och museichef.
- 2007 – Arthur Kornberg, 89, amerikansk biokemist,  mottagare av Nobelpriset i fysiologi eller medicin 1959.
- 2008 – Tony Hillerman, 83, amerikansk deckarförfattare.
- 2009 – Teel Bivins, 61, amerikansk republikansk politiker och USA:s ambassadör i Sverige 2004–2006.
- 2012 – Mac Ahlberg, 81, svensk regissör, manusförfattare och fotograf.
- 2014 – Senzo Meyiwa, 27, sydafrikansk fotbollsspelare.
- 2017 – Einar Andersson, 91, svensk hästsportsfotograf.
- 2021 – Lester Eriksson, 78, svensk elitsimmare.